# Koranverteilungskampagne

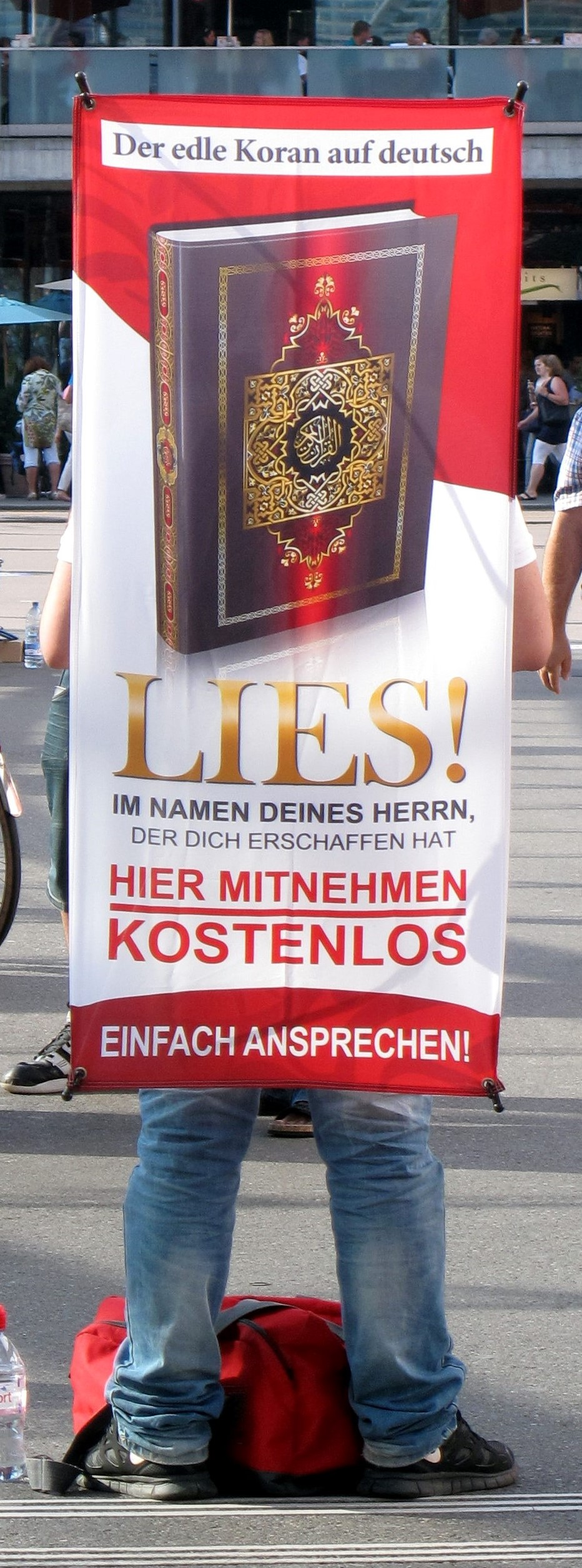
Logo der Kampagne bei einem Missionar in Bern (2014)

Als Koranverteilungskampagne werden Kampagnen zur Verteilung von Übersetzungen des Koran durch Vertreter des Salafismus vorwiegend an Nichtmuslime mit dem Ziel der möglichst großen Verbreitung des Islam bezeichnet.
Eine 2011 unter dem Namen Lies! in Deutschland gestartete Koranverteilungskampagne, die nach der Ausbreitung in Deutschland, Österreich und der Schweiz auch auf andere Länder ausgeweitet wurde, wurde durch Verbot der salafistischen Vereinigung Die wahre Religion alias Lies! Stiftung nebst Teilorganisationen wie dem Verlag durch den deutschen Bundesminister des Innern am 15. November 2016 untersagt. Nach diesem Verbot trat die Nachfolgekampagne Lies! auf, welche vom salafistischen Prediger Ibrahim Abou-Nagie organisiert wurde. Sie diente in erster Linie der Missionierung von Nichtmuslimen zum Islam im Sinne der im Koran erwähnten Daʿwa („Ruf zum Islam“).
Der Name der Aktion leitet sich aus dem ersten Vers der 96. Sure ab, der gemeinhin als erste Offenbarung des Propheten Mohammed gilt:
اقرأ باسم ربّك الّذي خلق iqraʾ bi-smi rabbika ’llaḏī ḫalaq ‚Lies (oder: Trag vor) im Namen deines Herrn, der erschaffen hat!‘
Die Kampagne verteilte im deutschsprachigen Raum die Koranübersetzung von Muhammad Rassoul in einer rein deutschen Ausgabe (Rassouls Übersetzung erschien ursprünglich in einer arabisch-deutschen Ausgabe),.
Die Verteilaktion hatte ihren regionalen Schwerpunkt im Frühjahr 2012 in den westlichen deutschen Bundesländern. Ab 2012 missionierte Lies! auch regelmäßig in der Schweiz. Stand 2015 sollen die gemäß Initianten rund 4000 freiwilligen Helfer der Kampagne in zwölf europäischen Staaten aktiv gewesen sein, von Skandinavien bis zum Balkan.
Die von Ibrahim Abou-Nagie gegründete und geleitete Gruppierung Die wahre Religion, welche die Koranverteilungskampagne organisierte, wurde am 15. November 2016 vom Bundesministerium des Innern verboten. In Köln wurden daraufhin mehr als 20.000 noch nicht verteilte Koran-Exemplare beschlagnahmt, die seitdem eingelagert sind. Gegen das Verbot der Organisation wurde am Bundesverwaltungsgericht Klage eingereicht, aber am ersten Verhandlungstag zurückgezogen.
Einer der beiden Attentäter des Anschlags in Essen 2016 auf einen Sikh-Tempel beteiligte sich ebenfalls an der Koranverteilungskampagne.

## Finanzierung
Finanziert wurde die Koran-Verteilung nach Angaben der Initiatoren durch Kleinstspenden von deutschen Muslimen. Zum 24. September 2014 hat Abou Nagie eine Lies! GmbH mit dem Mindestkapital von 25.000 € in Köln angemeldet. Die Finanzierung wurde über die schwedische Stiftung Insamlingsstiftelsen Al Quran und ein Konto bei der SEB Bank in Schweden abgewickelt.

## Rezeption und Folgen
Die Kampagne löste in den Medien und in der Politik große Kontroversen aus.
Im April 2012 kam es nach Angaben des Bundesministeriums des Innern zu strafrechtlichen Ermittlungen, nachdem zwei Journalisten bedroht wurden, die für den Tagesspiegel und die Frankfurter Rundschau kritisch über die Koranverteilungskampagne berichtet hatten.
Die Berichterstattung über die Kampagne führte zur Entlassung des Geschäftsführers der Ulmer Druckerei Ebner & Spiegel, die im Auftrag der Salafisten wiederholt Zehntausende Koran-Exemplare hergestellt hatte. Vor der ursprünglichen Annahme des Auftrags hatte sich die Druckerei zunächst von Kriminalpolizei und Verfassungsschutz die Unbedenklichkeit der Koranausgabe bestätigen lassen, nach Aufkommen der öffentlichen Debatte jedoch einen Herstellungsstopp erwogen.
Der Verfassungsschutz-Sprecher Bodo W. Becker sagte zur Koranverteilung der Salafisten, dass es sich um eine Propagandaaktion handle und der Koran nur als Vehikel diene; Ziel sei es vielmehr, Anhänger zu rekrutieren. Im November 2013 berichtete der hessische Innenminister Boris Rhein über wiederholte Anwerbungen von Kämpfern für den Bürgerkrieg in Syrien, die in direktem Zusammenhang mit den Koranverteilungen stünden und insbesondere an Schulen erfolgten. Kritisiert wurde das Projekt auch von der antiislamistischen muslimischen Aktionsgruppe 12thMemoRise, die vor radikalen Fundamentalisten innerhalb des Islams warnen möchte. Auch sie warf den Lies!-Initiatoren vor, Kämpfer für die dschihadistisch-salafistischen Terrororganisation Islamischer Staat zu werben.
Im Jahr 2015 wurde die Kampagne von Nutzern der Seite pr0gramm.com aufgegriffen, welche als Antwort eine Bürgerinitiative unter dem Namen „LIES! Das Grundgesetz“ startete. Dabei wurden in mehreren deutschen Städten Stände mit Bannern der Aufschrift „LIES! Im Namen deines Landes, welches dir Schutz und Freiheit gewährt. ‚Die Würde des Menschen ist unantastbar‘“ aufgestellt und mehrere tausend Grundgesetzbücher verteilt. Diese Aktion wurde vom Hanauer Ortsverband der CDU im Plakatdesign kopiert sowie 2017 auch vom dortigen AfD-Kreisverband durchgeführt. Zudem organisierten viele weitere CDU-Vertreter in anderen Städten im Verlauf des Jahres 2015 Aktionen zur Verteilung des Grundgesetzes, was vielfach in den Medien als deren eigene Idee dargestellt und positiv rezipiert wurde.

## Seit 2016:We love Muhammad
Pierre Vogel und der in Frankfurt am Main beheimatete Bilal Gümüs, der bereits die Lies!-Kampagne maßgeblich mitorganisiert hat, starteten unmittelbar nach dem Verbot von Lies! im November 2016 das als Nachfolgekampagne geltende Projekt We love Muhammad in Deutschland und nachfolgend der Schweiz.
Neben einer Mohammed-Biografie wird weiteres Informationsmaterial zur Verbreitung der salafistischen Ideologie kostenfrei verteilt. Im Gegensatz zur Lies!-Kampagne erfolgt die Verteilung nicht an Verteilständen, sondern mobil in stark frequentierten innerstädtischen Bereichen. Das Projekt We love Muhammad ist auch im Internet aktiv und nutzt dort insbesondere die sozialen Netzwerke für die Kontaktaufnahme zu Interessenten. Angeboten werden eine eigene Islam-App, Hörbücher und der Versand der Prophetenbiografie via Online-Bestellung.
Als Rückschlag für die Missionierung wurde die Festnahme und Inhaftierung des kurdisch-stämmigen Bilal Gümüs im März 2018 wegen des Vorwurfs der Beihilfe zur Vorbereitung einer schweren staatsgefährdenden Gewalttat gewertet. Im Oktober 2018 befand er sich noch in Untersuchungshaft und wurde im Dezember 2018 vom Landgericht Frankfurt am Main zu einer dreieinhalbjährigen Freiheitsstrafe verurteilt, weil er 2013 einen damals 16-Jährigen als IS-Kämpfer angeworben und bei der Ausreise ins Kriegsgebiet unterstützt hatte.